# Matilda Coxe Stevenson

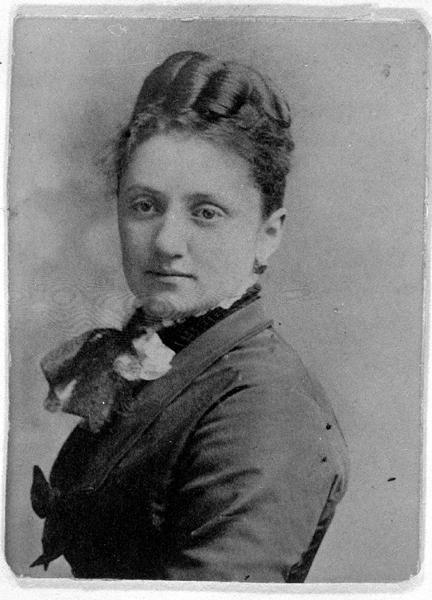
Stevenson um 1870

Matilda Coxe Stevenson (geb. Evans; * 12. Mai 1849 in San Augustine, Texas; † 24. Juni 1915 in Oxon Hill), auch bekannt unter dem Namen Tilly E. Stevenson, war eine US-amerikanische Wissenschaftlerin. Sie gilt als eine der ersten anerkannten amerikanischen Ethnologinnen, so war sie unter anderem Mitgründerin der Women’s Anthropological Society und wurde als erste Frau in einer bedeutenden Abteilung der Smithsonian Institution eingestellt. Ihre berühmtesten Werke sind Texte über die Zuñi. Dank ihrer Freundschaft zu We’wha, einem Stammesmitglied, sammelte Stevenson detaillierte Informationen über das Volk. Ihre darauf basierenden Schilderungen waren für ihre Anerkennung als Ethnologin bedeutsam und verhalfen ihr zu einem Treffen mit Präsident Grover Cleveland.

## Frühe Jahre
Matilda Coxe Stevenson wurde 1849 in San Augustine im US-Bundesstaat Texas als drittes von vier Kindern geboren. Die Familie lebte während Stevensons Kindheit abwechselnd dort, in Washington, D.C. sowie in Philadelphia. Diese verschiedenen Wohnorte hatten einen Einfluss auf Stevensons Bildung. So wurde sie in Texas von Privat-Erzieherinnen und auf speziellen Akademien auf die für Frauen damals übliche Rolle als Ehegattin sowie Mutter vorbereitet. Dagegen belegte sie in Philadelphia auf Regelschulen Fächer wie Geographie, Geschichte und Naturwissenschaften. Nachdem die Familie in Stevensons Jugend erneut nach Washington gezogen war, wurde sie von ihrem Vater, dem Anwalt und Journalisten Alexander Evans, in Jura sowie von dem Chemiker und Forscher William M. Mew in Naturwissenschaften unterrichtet, da in der Stadt damals nur Männern ein Studium möglich war.

## Karriere

### Anfänge
Stevenson wollte eigentlich Mineralogin werden, lernte jedoch als junge Frau den autodidaktischen Anthropologen und Geologen James Stevenson von der Smithsonian Institution kennen, den sie 1872 heiratete. Sie war von den Schilderungen seiner Forschungsreisen nachhaltig beeindruckt und beschloss, ihn fortan zu begleiten. 1878, während einer gemeinsamen Expedition über die Indianerstämme Arapaho und Ute, brachte sich Stevenson selbst die Erstellung ethnographischer Studien bei. 1879 ernannte das neu gegründete Bureau of American Ethnology (kurz BAE), eine Abteilung der Smithsonian Institution, Stevenson zur freiwilligen Ethnologie-Helferin und somit ersten Mitarbeiterin. John Wesley Powell, Leiter des BAE, war von einem baldigen Verschwinden der Ureinwohner Nordamerikas überzeugt. Deswegen forderte er seine Angestellten auf, diese Völker genauestens zu studieren. Zudem erhielt Stevenson von ihrem Arbeitgeber die Erlaubnis, ihren Mann auf weitere Expeditionen zu begleiten, da sie sich bei der Arbeit auf Frauen und Kinder konzentrieren wollte, nach Ansicht ihrer Vorgesetzten ein angemessener Bereich für Wissenschaftlerinnen.

### Zuñi

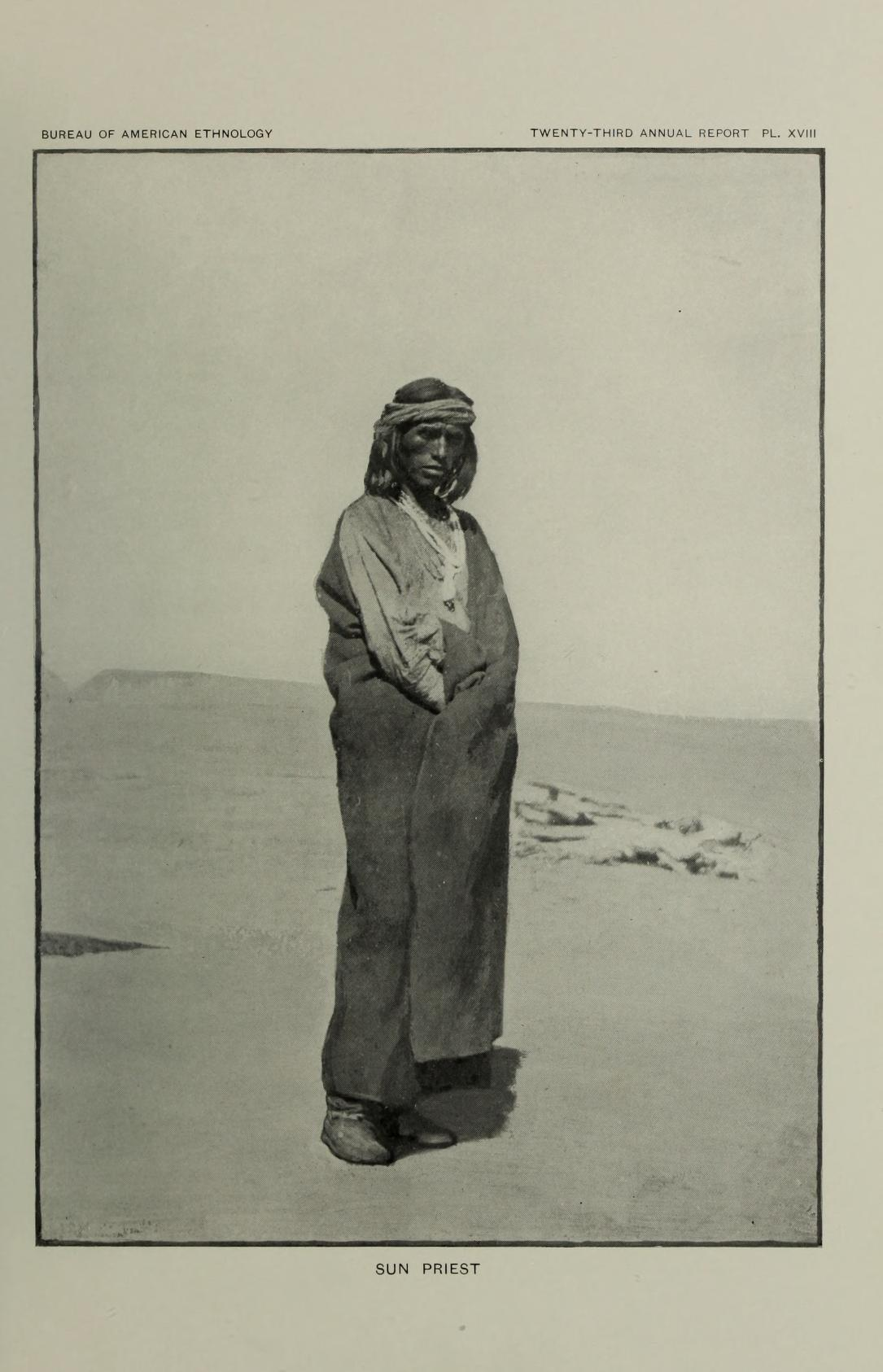
Von Stevenson aufgenommener Sonnen-Priester der Zuñi, 1904

Aus diesem Grund begaben sich die Stevensons kurz darauf in die Region der Rocky Mountains im Südwesten des Landes. Matilda fungierte dabei als James’ offizielle Assistentin, jedoch unentgeltlich. Die nächsten 13 Jahre erforschten die beiden in der Gegend vor allem die Zuñi, wobei sie in Fachkreisen als erstes Ethnologen-Ehepaar der USA bezeichnet wurden. Matilda Stevenson galt dank ihrer akribischen Berichte über die Frauen und Kinder des Stammes unter männlichen Kollegen als äußerst ehrgeizig und gründlich. Sie beschäftigte sich allerdings auch mit anderen Gebieten, unter anderem mit religiösen Zeremonien der Zuñi, wobei sie in einem Essay darüber den Schwerpunkt auf die Stammes-Jungen legte. Daneben betrieb sie ethnobotanische Studien in den Pueblos und schrieb unter anderem über dort vorkommende Korbblütler- sowie Nachtkerzen-Arten.
Stevenson verwendete für ihre Studien mehrere Quellen, eine für das BAE ungewöhnliche Praxis. Sie sammelte auf diese Art besonders viele Daten, weil sie aufgrund Powells Prognose so viele Aspekte der Zuñi-Kultur wie möglich für die Nachwelt bewahren wollte. Allerdings verhielten sich die Forscher diesbezüglich oft widersprüchlich. Mehrere Ethnologen, unter ihnen die Stevensons, sprachen mit den Indianern nur Englisch, forderten sie auf, Produkte von weißen Unternehmern zu erwerben, statt sie selbst herzustellen, sowie ihre Kinder auf Schulen der amerikanischen Regierung zu schicken. Stevenson selbst war der Ansicht, dass vor allem weiße Frauen verpflichtet seien, die Ureinwohner zivilisierter zu machen. Daneben galt sie trotz ihrer sorgfältigen Arbeit unter männlichen Kollegen auch als aufdringlich, arrogant und grob. Dies lag unter anderem an ihrer ungefragten Teilnahme an religiösen Zeremonien der Zuñi sowie ihrem unbefugten Betreten ihrer heiligen Stätten. Allerdings waren diese Methoden unter damaligen Wissenschaftlern üblich. Vor allem Mitglieder des BAE wie die Stevensons und Frank Hamilton Cushing nahmen während ihrer Aufenthalte in den Pueblos Gegenstände wie Geschirr, Kleidung sowie zeremonielle Objekte ungefragt an sich, letztere oft heimlich.
1881 lernte Stevenson We’wha kennen. We’wha gehörte zu den Lhamana, die trotz ihres männlichen Geschlechts bei den Zuñi bis auf wenige Ausnahmen hauptsächlich typische Frauenaufgaben übernahmen. Stevenson war bald von We’whas Selbstbewusstsein beeindruckt und besuchte das Pueblo in den nächsten 15 Jahren häufig, wodurch zwischen den beiden eine enge Freundschaft entstand. Durch ihre Gespräche verbesserte sich We’whas Englisch zudem stetig, Stevenson fand so eine für die Anfertigung ihrer Aufzeichnungen wichtige Bezugsperson. 1885 gründete Stevenson die Women’s Anthropological Society of America (kurz WASA) mit, eine rein weibliche Wissenschaftsorganisation, zu deren Präsidentin sie wenig später gewählt wurde. Anfangs waren fast alle Mitglieder nur an Wissenschaft Interessierte, darunter etliche Ehefrauen hochrangiger Politiker. Allerdings schrieben sich bald darauf auch Fachfrauen wie die Astronomin Maria Mitchell ein. Für diese Personen war die WASA wichtig, da bei anderen etablierten Wissenschaftsorganisationen nur Männer zugelassen waren.
Weil Stevensons Berichte über die Zuñi unter Kollegen auf großes Interesse stießen, bat sie We’wha, traditionelle Zuñi-Tonwaren für das National Museum of American History in Washington anzufertigen und auch persönlich in die Stadt zu kommen. Stevenson wollte We’wha einflussreichen Personen vorstellen, um an Fördergelder für Expeditionen sowie neue WASA-Mitglieder zu gelangen. 1886 wohnte We’wha für einige Monate bei der Wissenschaftlerin, deren Plan aufging. Die Mitglieder der gehobenen Gesellschaft waren von We’wha angetan, wodurch Stevenson in Fachkreisen noch bekannter wurde. Es kam auch zu einem Treffen von Stevenson und We’wha mit dem damaligen Präsidenten Grover Cleveland. Diesem war We’wha ebenfalls sympathisch, worauf er Stevenson in einem Gespräch die Wichtigkeit ihrer Forschung bestätigte.

### Spätere Karriere

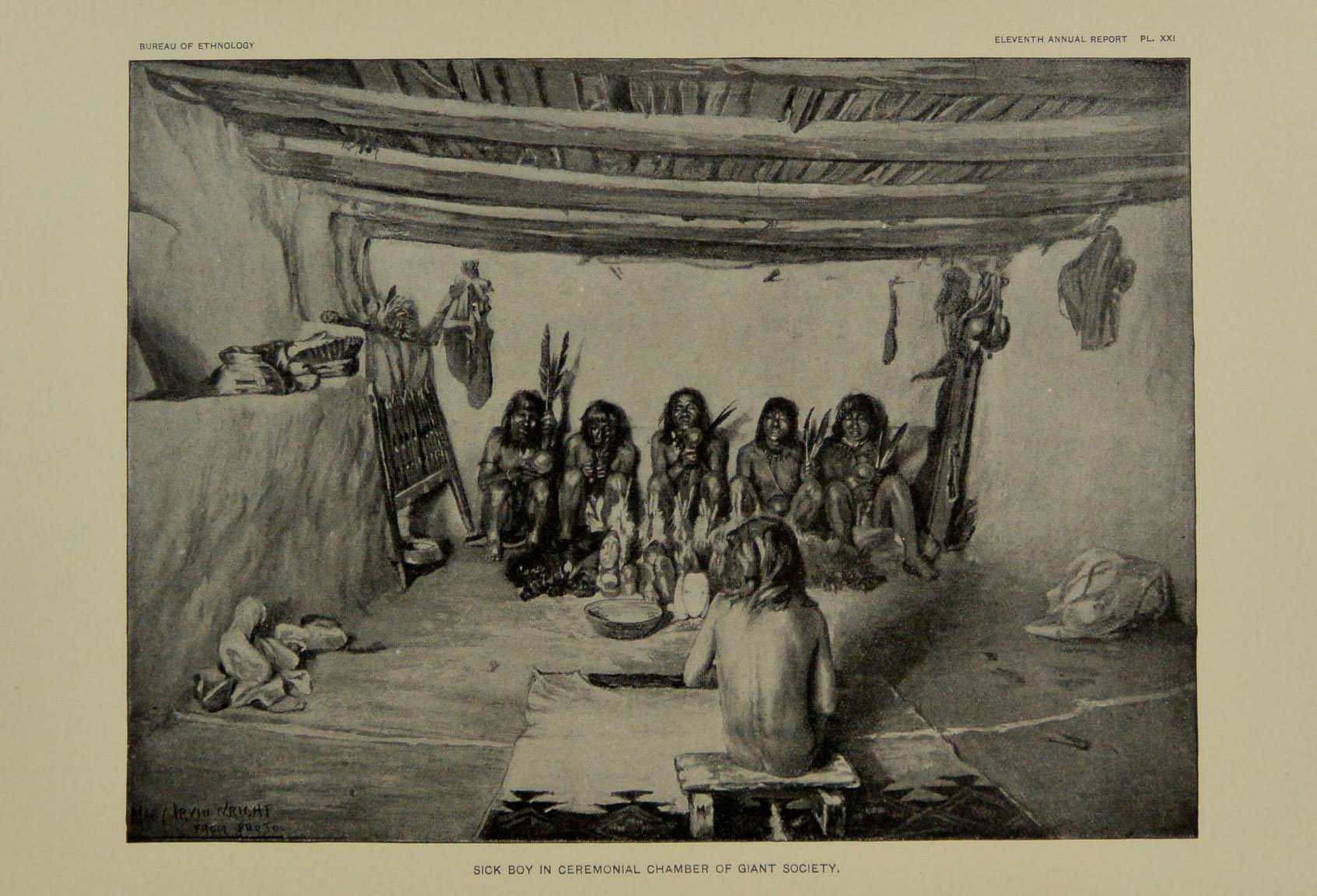
Illustration aus Stevensons Werk The Sia von 1894.

Nach dem Tod ihres Partners 1888 beschloss Stevenson, ihre gemeinsame Studie über die Zia zu Ende zu bringen. Zwei Jahre darauf beförderte Powell Stevenson zur ersten BAE-Assistenz-Ethnologin. Sie sollte neben der Durchführung von Studien die vor dessen Tod angefertigten Notizen ihres Ehemanns verwalten. Für Letzteres erhielt Stevenson ihrerseits mit May S. Clark eine eigene Helferin. Clark begleitete Stevenson auch auf ihren Reisen und half ihr beim Fotografieren. In diesem Zeitraum verwendete Stevenson auf Powells Vorschlag bei Besuchen in Zuñi-Pueblos immer häufiger Kameras. Obgleich die Fotos ein wichtiger Teil ihrer Arbeit wurden, störte Stevenson damit wie schon zuvor zum Ärger der Bewohner religiöse Zeremonien. Sie erhielt zudem für ihre Arbeit nun einen festen Lohn, der jedoch geringer ausfiel als der ihrer männlichen Kollegen.
1891 wurde Stevenson Mitglied in der vorher rein männlichen Anthropological Society of Washington, ein Jahr darauf erhielt sie das Angebot, der American Association for the Advancement of Science beizutreten. Während der World’s Columbian Exposition 1893 war Stevenson Jurymitglied bei Ethnologie-Wettbewerben und hielt mehrere Reden. Drei Jahre darauf begann sie mit einer Arbeit an einem Manuskript über die Zuñi, das sie eigentlich 1897 als Sachbuch The Zuñi Indians: Their Mythology, Esoteric Fraternities, and Ceremonies veröffentlichen sollte, allerdings verzögerte sich ihre Arbeit in den Folgejahren aufgrund gesundheitlicher Probleme immer wieder.
Powell beurlaubte Stevenson 1902. In der Gegenwart sind manche Forscher der Ansicht, dass Stevensons verlangsamte Arbeit tatsächlich der Grund hierfür war. Andere verweisen dagegen auf die häufigen Entlassungen von Frauen in wichtigen politischen und wissenschaftlichen Ämtern in dieser Ära der USA. Eine schwache Gesundheit der Betreffenden sei zwar die Hauptbegründung der Arbeitgeber gewesen, habe jedoch meistens als Vorwand gedient, unliebsame weibliche Angestellte loszuwerden. Stevenson konnte ihre Entlassung ohnehin dank ihrer Kontakte zu einflussreichen Personen verhindern und veröffentlichte schließlich ihr Buch 1904. Danach setzte sie bis 1907 die im Jahr 1890 begonnenen geologischen Forschungen zu verlassenen Zuñi-Gebieten fort. Anschließend erforschte sie bis 1910 andere Stämme in Arizona und New Mexico, beispielsweise die Nambe und Taos.
1907 erwarb Stevenson zur Verbesserung ihrer Feldforschung eine Ranch im San Ildefonso Pueblo. 1911 schrieb sie in einem Brief an ihren Kollegen Frederick Webb Hodge, dass es durch die allmähliche Veränderung der Pueblo-Völker immer mehr neue Informationen über sie gäbe. Deswegen sei eine Weiterführung ihrer Studien durch jüngere Forscher vor dem Verschwinden der alten Traditionen unerlässlich. Die jetzigen Ureinwohner führten zwar immer noch Stammesrituale durch, allerdings verringerten sich ihre Kenntnisse über die traditionellen Glaubensvorstellungen stetig weiter. Einer dieser erwähnten jungen Forscher war John Peabody Harrington, für den Stevenson vor ihrem wahrscheinlich gesundheitsbedingten Rückzug als eine Art Mentorin fungierte. 1915 starb Stevenson im Alter von 66 Jahren in Oxon Hill in Maryland.

## Werke
- Zuñi and the Zuñians. Oxford University 1881, ISBN 1-378-52831-X.
- The Religious Life of the Zuñi Child. University of California 1887, ISBN 0-342-96131-4.
- The Sia, Zuñi Scalp Ceremonials. In: Mary Kavanaugh Eagle (Hrsg.): The Congress of Women Held in the Woman’s Building. W.B. Conkey Company, Chicago 1893, ISBN 0-484-03568-1.
- The Sia. Smithsonian Institutions Bureau, Bureau of Ethnology 1894, ISBN 1-4286-1158-4.
- Zuñi Ancestral Gods and Masks. Judd & Detweiler Printers 1898, Ungültig: stable/http://www.jstor.org/stable/658737.
- The Zuñi Indians: Their Mythology, Esoteric Fraternities, and Ceremonies. In: Bureau of American Ethnology (Hrsg.): Twenty-third annual report of the Bureau of American Ethnology, 1901–1902. Washington D.C. 1905, ISBN 1-375-98959-6, S. 3–608. (repository.si.edu)
- Ethnobotany of the Zuñi Indians. In: Bureau of American Ethnology (Hrsg.): Thirtieth annual report of the Bureau of American Ethnology, 1908–1909. Washington D.C. 1915, S. 31–102. (repository.si.edu)